# Chenereilles (Haute-Loire)
Chenereilles is een gemeente in het Franse departement Haute-Loire (regio Auvergne-Rhône-Alpes) en telt 242 inwoners (1999). De plaats maakt deel uit van het arrondissement Yssingeaux.

## Geografie
De oppervlakte van Chenereilles bedraagt 14,5 km², de bevolkingsdichtheid is 16,7 inwoners per km².
De onderstaande kaart toont de ligging van Chenereilles (Haute-Loire) met de belangrijkste infrastructuur en aangrenzende gemeenten.

## Demografie
Onderstaande figuur toont het verloop van het inwonertal (bron: INSEE-tellingen).